# Guðrún Hafsteinsdóttir

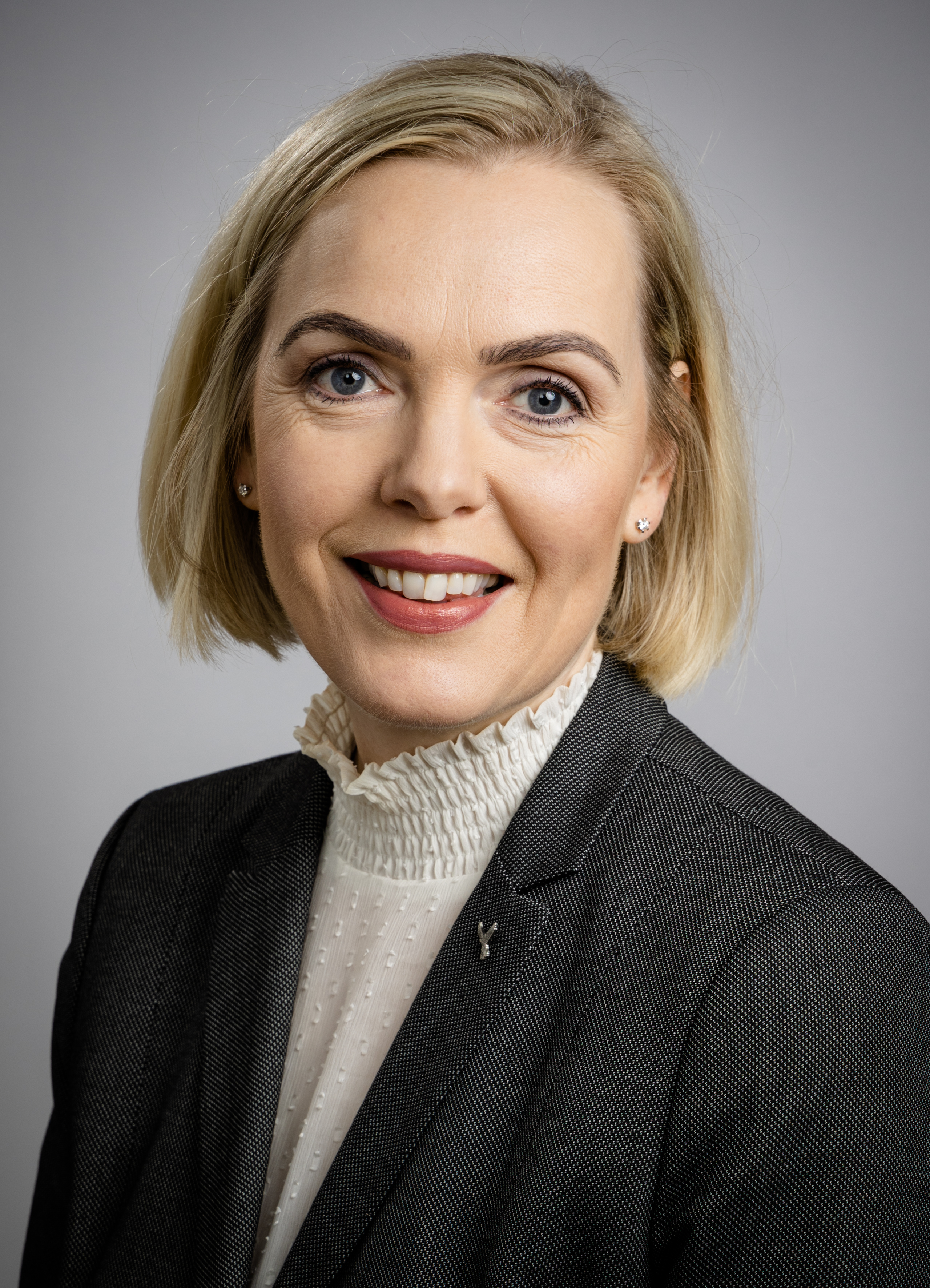
Guðrún Hafsteinsdóttir, 2021

Guðrún Hafsteinsdóttir (* 9. Februar 1970 in Selfoss) ist eine isländische Politikerin der Unabhängigkeitspartei und seit März 2025 Vorsitzende dieser Partei. Sie gehört seit September 2021 dem isländischen Parlament Althing an und war von Juni 2023 bis Dezember 2024 Justizministerin.

## Leben
Guðrún Hafsteinsdóttir hat einen B.A. in Anthropologie und ein Diplom in Angewandten Gender Studies von der Háskóli Íslands. Sie war lange im familieneigenen Unternehmen Kjörís tätig, einem in Island bekannten Hersteller von Speiseeis, unter anderem nach dem Tod ihres Vaters 1993 bis 1994 als Geschäftsführerin und zuletzt von 2008 bis 2021 als Marketingleiterin. Sie gehörte auch dem Vorstand verschiedener isländischer Unternehmen an (darunter das Thermalfreibad Bláa Lónið), war Mitglied des Vorstands und des Beirats der Universität Reykjavík und von 2017 bis 2021 Vorsitzende des Verbands isländischer Pensionskassen.
Bei der Parlamentswahl vom 25. September 2021 wurde Guðrún Hafsteinsdóttir für den Südlichen Wahlkreis ins isländische Parlament Althing gewählt. Anlässlich der Bildung der neuen Regierung 2021 hatte der Finanzminister und Vorsitzende der Unabhängigkeitspartei Bjarni Benediktsson angekündigt, dass Guðrún das Justizministerium spätestens nach 18 Monaten von Jón Gunnarsson übernehmen werde. Diese Ankündigung wurde etwas verspätet im Juni 2023 umgesetzt und Guðrún trat das Amt am 19. Juni an. Es wurde erwartet, dass sie die umstrittene Ausländerpolitik von Jón Gunnarsson, die von Verschärfungen der Regeln für Asylbewerber geprägt war, fortführen werde.
Ihre Nachfolgerin als Justizministerin ist Þorbjörg Sigríður Gunnlaugsdóttir im Kabinett Kristrún Frostadóttir.
Am 2. März 2025 wurde sie als Nachfolgerin von Bjarni Benediktsson zur Parteivorsitzenden gewählt.